# Campionati europei di corsa in montagna 2013
I XIX Campionati europei di corsa in montagna si sono disputati a Borovec, in Bulgaria, il 6 luglio 2013 con il nome di European Mountain Running Trophy 2013. Il titolo maschile è stato vinto da Bernard Dematteis, quello femminile da Andrea Mayr.

## Uomini seniores
Individuale
| Pos.    | Atleta            | Nazione     | Tempo  |
| ------- | ----------------- | ----------- | ------ |
| Oro     | Bernard Dematteis | Italia      | 56'30" |
| Argento | Alex Baldaccini   | Italia      | 57'35" |
| Bronzo  | Ahmet Arslan      | Turchia     | 57'47" |
| 4       | Xavier Chevrier   | Italia      | 58'01" |
| 5       | Steve Vernon      | Regno Unito | 58'33" |
| 6       | Enrique Meneses   | Spagna      | 58'50" |
| 7       | Robert Krupicka   | Rep. Ceca   | 58'52" |
| 8       | Chris Smith       | Regno Unito | 59'12" |
| 9       | Shaban Mustafa    | Bulgaria    | 59'14" |
| 10      | David Schneider   | Svizzera    | 59'41" |

Squadre
| Pos.    | Squadra     | Punti |
| ------- | ----------- | ----- |
| Oro     | Italia      | 7     |
| Argento | Regno Unito | 31    |
| Bronzo  | Turchia     | 51    |

## Uomini juniores
Individuale
| Pos.    | Atleta              | Nazione   | Tempo  |
| ------- | ------------------- | --------- | ------ |
| Oro     | Ramazan Karagoz     | Turchia   | 48'51" |
| Argento | Sehmus Sarihan      | Turchia   | 49'54" |
| Bronzo  | Michele Vaia        | Italia    | 50'29" |
| 4       | Andrei Leanca       | Romania   | 51'05" |
| 5       | Stefan Lustenberger | Svizzera  | 51'22" |
| 6       | Rok Bratina         | Slovenia  | 51'29" |
| 7       | Manuel Innerhofer   | Austria   | 51'31" |
| 8       | Giampaolo Crotti    | Italia    | 51'45" |
| 9       | Rusaln Fattakhov    | Russia    | 51'57" |
| 10      | Lukas Pomezny       | Rep. Ceca | 52'17" |

Squadre
| Pos.    | Squadra | Punti |
| ------- | ------- | ----- |
| Oro     | Turchia | 21    |
| Argento | Italia  | 22    |
| Bronzo  | Romania | 36    |

## Donne seniores
Individuale
| Pos.    | Atleta            | Nazione     | Tempo  |
| ------- | ----------------- | ----------- | ------ |
| Oro     | Andrea Mayr       | Austria     | 51'49" |
| Argento | Valentina Belotti | Italia      | 52'54" |
| Bronzo  | Mateja Kosovelj   | Slovenia    | 53'08" |
| 4       | Elisa Desco       | Italia      | 53'42" |
| 5       | Renate Runnger    | Italia      | 54'05" |
| 6       | Emma Clayton      | Regno Unito | 55'16" |
| 7       | Christel Dewalle  | Francia     | 56'01" |
| 8       | Bernadette Meier  | Svizzera    | 56'12" |
| 9       | Martina Strähl    | Svizzera    | 56'25" |
| 10      | Liliana Danci     | Romania     | 56'38" |

Squadre
| Pos.    | Squadra     | Punti |
| ------- | ----------- | ----- |
| Oro     | Italia      | 11    |
| Argento | Svizzera    | 36    |
| Bronzo  | Regno Unito | 52    |

## Donne juniores
Individuale
| Pos.    | Atleta           | Nazione     | Tempo  |
| ------- | ---------------- | ----------- | ------ |
| Oro     | Melanie Albrecht | Germania    | 21'50" |
| Argento | Cesminaz Yilmaz  | Turchia     | 22'00" |
| Bronzo  | Lea Einfalt      | Slovenia    | 22'46" |
| 4       | Olga Sharpova    | Russia      | 22'54" |
| 5       | Julia Lettl      | Germania    | 23'31" |
| 6       | Catriona Graves  | Regno Unito | 23'45" |
| 7       | Dilyana Minkina  | Bulgaria    | 23'46" |
| 8       | Annabel Mason    | Regno Unito | 23'46" |
| 9       | Ksenia Fedorchuk | Russia      | 23'48" |
| 10      | Laura Maraga     | Italia      | 23'50" |

Squadre
| Pos.    | Squadra     | Punti |
| ------- | ----------- | ----- |
| Oro     | Russia      | 24    |
| Argento | Regno Unito | 26    |
| Bronzo  | Turchia     | 34    |

## Medagliere
| Posizione | Paese       | Oro | Argento | Bronzo | Totale |
| --------- | ----------- | --- | ------- | ------ | ------ |
| 1         | Italia      | 3   | 3       | 1      | 7      |
| 2         | Turchia     | 2   | 2       | 3      | 7      |
| 3         | Austria     | 1   | 0       | 0      | 1      |
| 3         | Germania    | 1   | 0       | 0      | 1      |
| 3         | Russia      | 1   | 0       | 0      | 1      |
| 6         | Regno Unito | 0   | 2       | 1      | 3      |
| 7         | Svizzera    | 0   | 1       | 0      | 1      |
| 8         | Slovenia    | 0   | 0       | 2      | 2      |
| 9         | Romania     | 0   | 0       | 1      | 1      |